# Oripoda montana
Oripoda montana är en kvalsterart som först beskrevs av Hammer 1962.  Oripoda montana ingår i släktet Oripoda och familjen Oripodidae. Inga underarter finns listade i Catalogue of Life.